# 3720 Hokkaido
3720 Hokkaido este un asteroid din centura principală, descoperit pe 28 octombrie 1987 de Seiji Ueda și Hiroshi Kaneda.